# Cantone di La Vallée-du-Sausseron
Il Cantone di La Vallée-du-Sausseron era una divisione amministrativa dell'arrondissement di Pontoise.
È stato soppresso a seguito della riforma complessiva dei cantoni del 2014, che è entrata in vigore con le elezioni dipartimentali del 2015.
Comprendeva i comuni di:
- Auvers-sur-Oise
- Butry-sur-Oise
- Ennery
- Frouville
- Génicourt
- Hédouville
- Hérouville
- Labbeville
- Livilliers
- Nesles-la-Vallée
- Vallangoujard
- Valmondois